# 桔梗湯
| 组成             | \| 桔梗一兩 \| 甘草二兩 \|       |
| 製法             | 上二味，以水三升，煮取一升，去滓 |
| 服用方式         | 溫分再服                         |
| 上方使用漢度量衡 |                                  |
| 桔梗一兩         | 甘草二兩                         |

桔梗湯，是中国古代中药验方之一，以桔梗、甘草二味为主，最早出自张仲景《傷寒雜病論》，后孙思邈在《千金翼方》中亦有著述。后世在此基础上多有发展，加入半夏或大黄等味增强疗效。

## 主治
少陰病咽痛、肺癰、膈間瘀血。